# 生存率
医学において生存率（せいぞんりつ、英: Survival rate）は、致死性疾患と診断された患者の内、治療により救命できる患者の割合を指す。

## 実測生存率
実測生存率（全生存率）は、死因を問わず全ての死亡を集計した数値（割合）である。

## 相対生存率
相対生存率（英: Relative survival）は、集計対象と同様（性、年齢、時代、地域など）の一般集団（コホート）で予想される生存率（期待生存率）で補正した生存率である。
相対生存率＝実測生存率÷期待生存率×100

## 純生存率
純生存率またはネット・サバイバル（英: Net survival）（Pohar-Perme法）は、対象疾患のみが死因となる場合を仮定した生存率である。
純生存率＝患者ごとの[生存率÷対象疾患以外での生存率]の総和÷患者数×100